# ヴァウ・デ・カンス国際空港
ヴァウ・デ・カンス国際空港（ヴァウ・デ・カンスこくさいくうこう）は、ブラジルのベレンにある国際空港。アマゾン川河口に近い。

## 就航航空会社
- アズールブラジル航空
- ゴル航空
- LATAM ブラジル
- スリナム・エアウェイズ
- TAPポルトガル航空

## 就航路線
ブラジリア、フォルタレザ、マナウス、リオデジャネイロ/ガレオン、サルヴァドール、サンパウロ/グアルーリョス、フロリアノーポリス、ベロオリゾンテ、パラマリボ、リスボン

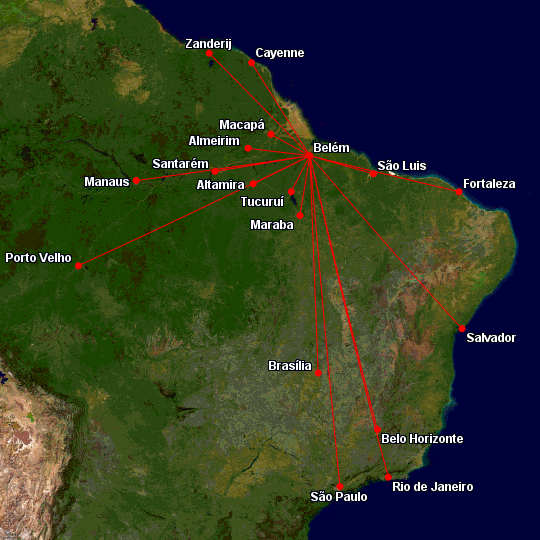